# Jeddah (Schiff)
Die Jeddah war ein in Singapur beheimatetes Dampfschiff der Singapore Steamship Company von 993 Tonnen Verdrängung unter britischer Flagge. Sie war 1872 speziell für die Haddsch malayischer Pilger gebaut worden und wurde durch die skandalösen Ereignisse auf ihrer letzten Fahrt 1880 bekannt, als der Kapitän das havarierte Schiff heimlich verließ.

## Havarie im August 1880
Am 17. Juli 1880 verließ sie Singapur in Richtung Penang und Dschidda. An Bord befanden sich 778 Männer, 147 Frauen und 67 Kinder als Passagiere sowie etwa 50 Besatzungsmitglieder. Die Passagiere waren muslimische Pilger, die zur Haddsch nach Mekka und Medina fahren wollten. Am 3. August lösten sich bei starkem Sturm die Dampfkessel aus ihren Verankerungen. Das Schiff schlug leck, nahm schnell Wasser und hatte zunehmende Schlagseite. In dieser Situation verließen der Kapitän und zwei Offiziere in der Nacht vom 7. auf den 8. August in einem Rettungsboot das Schiff. Ein Schiff nahm sie auf und brachte sie nach Aden, wo sie von Gewalttaten der Passagiere berichteten. Diese wurden ihrem Schicksal überlassen.
Daraufhin wurde berichtet, dass die Jeddah vor der Küste Jemens unter großen Verlusten an Menschenleben gesunken sei. Die Überraschung war daher groß, als die Jeddah am 8. August 1880 von einem französischen Dampfer in den Hafen von Aden geschleppt wurde. Fast alle Pilger hatten überlebt, insgesamt gab es 18 Tote. Das Schiff wurde abgewrackt. Ein Untersuchungsgericht entzog dem Kapitän für drei Jahre sein Patent.
Dieses Ereignis veranlasste Joseph Conrad, der 1883 nach Singapur gekommen war, seinen Roman Lord Jim zu schreiben. Das fiktive Pilgerschiff in seinem Roman nannte er Patna.